# Friederike Mayröcker
Friederike Mayröcker (ur. 20 grudnia 1924 w Wiedniu, zm. 4 czerwca 2021 tamże) – austriacka poetka, jedna z najsławniejszych pisarek niemieckojęzycznych.

## Życiorys

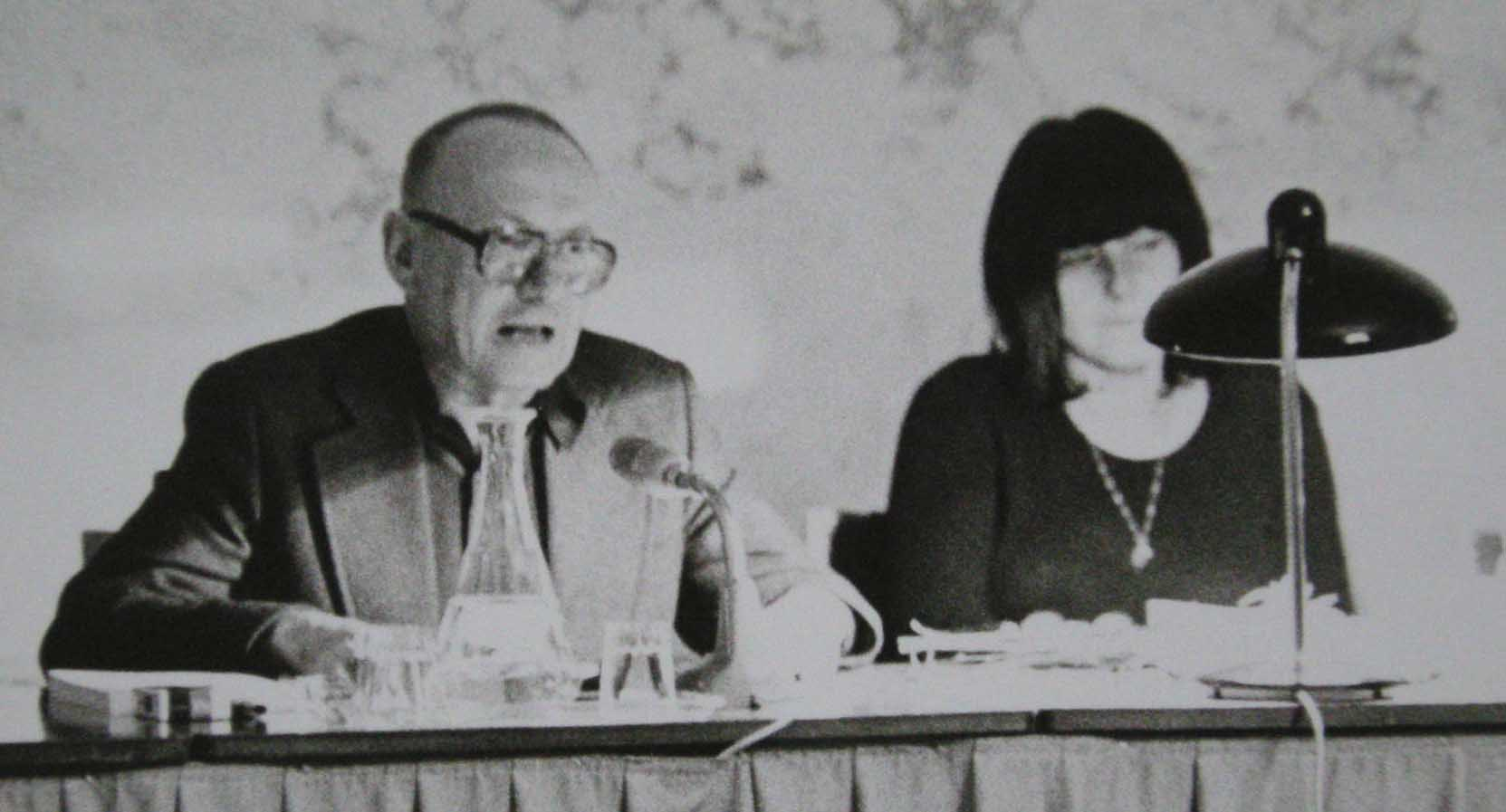
Ernst Jandl i Friederike Mayröcker, podczas otwartego spotkania, Wiedeń, listopad 1974

Ukończyła średnią szkołę handlową, a następnie zdała państwowy egzamin z języka angielskiego. Od 1946 pracowała jako nauczycielka angielskiego w Wiedniu.
Pisała od 1939. Pierwsze utwory opublikowała w prasie w 1946. Publikowała m.in. w promującym literaturę współczesną i awangardową „Plan” oraz w „Literatur und Kritik”. Jej utwory znalazły się w antologii Stimmen der Gegenwart obok wielu innych pisarzy austriackich młodego pokolenia. W 1956 utwory ukazały się po raz pierwszy w formie książkowej (Larifari).
Publikowała tomiki poetyckie w duchu surrealizmu, wypełnione eksperymentami językowymi: Ausgewählte Gedichte (wyd. 1979), Gute Nacht, guten Morgen (wyd. 1982), Winterglück (wyd. 1986), Das besessene Alter (wyd. 1992), Notizen auf einem Kamel (wyd. 1996), Mein Arbeitstirol (wyd. 2003), wygłasza prelekcje na forum Austriackiego Towarzystwa Literackiego oraz w wiedeńskim Alte Schmiede. Od 1973 członek założyciel stowarzyszenia pisarzy Grazer Autorenversammlung, powołanego podczas obrad pisarzy w Forum Stadtpark w Grazu, których była współorganizatorką. W 1954 poznała Ernsta Jandla, z którym z czasem się związała, aż do jego śmierci w 2000. Wspólnie współpracowali z Grupą Wiedeńską (niem. Wiener Gruppe); pisali m.in. słuchowiska radiowe. Śmierć życiowego partnera silnie odbiła się w jej wierszach, a pisanie było formą pogodzenia się z nową sytuacją – utratą najbliższego człowieka i twórczego partnera, (opublikowała w 2001 tom wspomnieniowy Requiem für Ernst Jandl).
Laureatka licznych nagród literackich, m.in. Georg-Trakl-Preis (1977), Nagrody im. Georga Büchnera (2001), manuskripte-Preis.
W 2015 została honorową obywatelką miasta Wiednia.
Mimo podeszłego wieku nadal publikowała (da ich morgens und moosgrün. Ans Fenster trete oraz Reise durch die Nacht) w 2020.
W 1987 otrzymała Odznakę Honorową za Naukę i Sztukę, a w 2014 Odznakę Honorową za Zasługi dla Republiki Austrii IV klasy.

## Dzieła
- Gesammelte Prosa 1949-2001, 2001.
- Magische Blätter I-V, 2001.
- Requiem für Ernst Jandl, 2001.
- Mein Arbeitstirol – Gedichte 1996-2001, 2003.
- Die kommunizierenden Gefäße, 2003.
- Sinclair Sofokles der Baby-Saurier, 2004
- Gesammelte Gedichte 1939-2003, 2005
- Und ich schüttelte einen Liebling, 2005
- Pathos und Schwalbe, 2018[9]
- da ich morgens und moosgrün. Ans Fenster trete, 2020[13]
- Reise durch die Nacht, 2020[14]

## Opracowania
- Theo Breuer: Friederike Mayröcker , "usw." (w: T.B., Aus dem Hinterland. Lyrik nach 2000, 520 s., Sistig/Eifel 2005.
- Renate Kühn (wyd.): Friederike Mayröcker oder Das innere des Sehens, Studien zu Lyrik, Hörspiel und Prosa, Bielefeld (Aisthesis) 2002.
- Inge Arteel / Heidy M. Müller (wyd.):Rupfen in fremden Gärten – Intertextualität im Schreiben Friederike Mayröckers, Bielefeld (Aisthesis) 2002.
- Edith A. Kunz:Verwandlungen – Zur Poetologie des Übergangs in der späten Prosa Friederike Mayröckers, Göttingen (Wallstein) 2004.